# Gora Sejsmologov
Der Gora Sejsmologov (englische Transkription von russisch Гора Сейсмопогов Gora Seismologow, deutsch ‚Seismologenberg‘) ist ein Nunatak im ostantarktischen Königin-Maud-Land. Er ragt nordöstlich des Urfjellgavlen in der Kirwanveggen der Maudheimvidda auf.
Die Benennung erfolgte durch russische Wissenschaftler in den 1960er Jahren.

## Weblink
- Sejsmologov, gora im Composite Gazetteer of Antarctica (englisch)